# بارکا سنگوپتا
بارکا سنگوپتا (به انگلیسی: Barkha Sengupta) (زاده ۲۸ دسامبر ۱۹۷۹) بازیگر هندی است.
از فیلم‌هایی که وی در آن نقش داشته است می‌توان به رقص گلوله‌ها: رام و لیلا و سوبهاس صحبت می‌کند اشاره کرد.